# Смерть Елленаї
«Смерть Елленаї» (пол. Śmierć Ellenai), також відома як «Смерть вигнанки» (пол. Śmierć wygnanki) і «На смертному одрі» (пол. Na łożu śmierci) — картина польського художника Яцка Мальчевського, написана у 1883 році.
Наразі картина зберігається в колекції Національного музею в Кракові (MNK II-b-1), до якого була придбана в 1884 році, а також експонується в Галереї польського мистецтва XIX століття в Суконних рядах.

## Опис
Розміри твору: висота — 212 см, ширина — 370 см (з рамою висота — 259 см, ширина — 411 см, глибина — 12 см). На звороті картини знаходиться підпис художника J.M/1883.
Яцек Мальчевський створював картини за мотивами поеми Юліуша Словацького «Анхелі» майже сорок років. На картині «Смерть Елленаї» монументально зображено смерть героїні поеми. Розташування тіла Елленаї, а також сповнена болю і безпорадна постать Анхелі, що супроводжує її, передають нерухомість і тишу смерті. Рівномірна коричнево-золотиста колірна гама та розсіяне світло сприяють спогляданню твору. Однак Мальчевський не зобразив сцену в містичній манері, а скористався натуралістичною умовністю, надавши картині жанрово-історичного характеру. При цьому він, ймовірно, надихався картиною Юзефа Зіммлера «Смерть Барбари Радзивіллівни» 1860 року.
Не виключено, що на компонування сцени також міг вплинути батько художника, Юліан Мальчевський, який дав підказки в листі: «Нехай Анхелі плаче, нехай він буде красенем років тридцяти, з польськими рисами обличчя, бородою […]. Я одягнув би його у звичайну овечу шкуру, але польського крою, з піднятим коміром, а під нею виднілася б біла білизна […] Нехай стіни хатинки будуть з округлих товстих дерев, зі щілинами з моху і глини — найпростіше ліжко […], вкрите ковдрою з якоїсь товстої фланелі, з азійськими смужками, можливо, підбитою хутром соболя […]».